# Philipp Christian Epstein
Philipp Christian Epstein (* 18. April 1834 in Kemmenau (Rhein-Lahn-Kreis); † 2. Mai 1918 in Nassau (Lahn)) war ein deutscher Bürgermeister und Abgeordneter des Provinziallandtages der preußischen Provinz Hessen-Nassau.

## Leben
Epstein war der Sohn des Landwirts Heinrich Wilhelm Epstein und dessen Ehefrau Marie Katharine geborene Emmert. Er heiratete am 19. November 1867 in Nassau (Lahn) Johannette Wilhelmine Luise Treeb (* 3. Februar 1840 in Nassau (Lahn); † 16. August 1928 ebenda), der Tochter des Nagelschmiedemeisters und Ratskassierers Karl Heinrich Treeb (1802–1846) und der Katharine Magdalene geborene Lanio (1804–1869).
Philipp Christian Epstein wurde im November 1866 zum Bürgermeister der Stadt Nassau an der Lahn gewählt. Diese Wahl wurde im Januar 1867 durch die preußische Regierung bestätigt. Er engagierte sich für die Einführung einer gewerblichen Fortbildungsschule sowie für die Weiterführung der Stockbücher (heute Grundbücher).

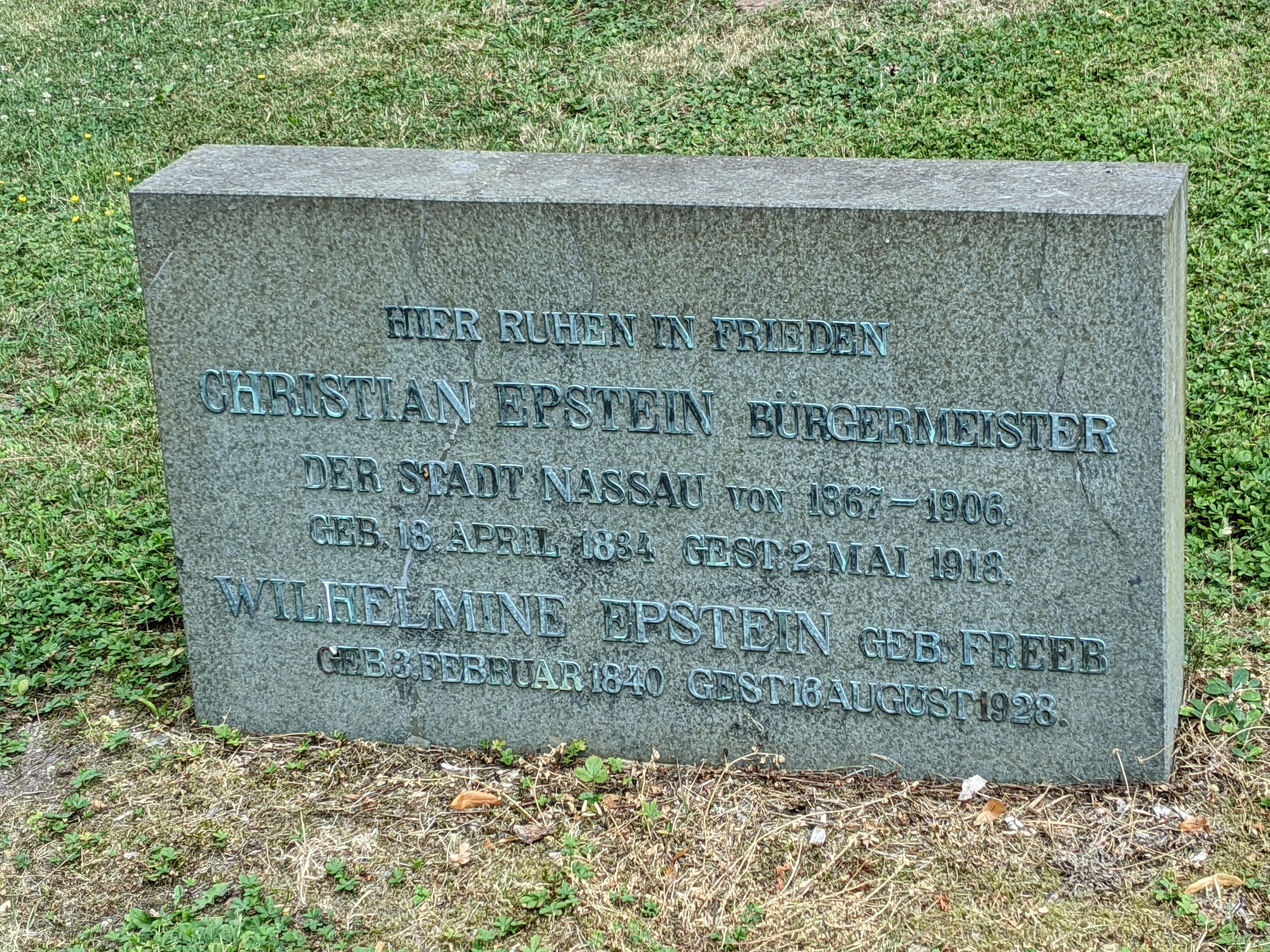
Grab von Philipp Christian Epstein

Er war Mitbegründer des Nassauer Gewerbevereins, dessen Vorsitzender er lange Zeit war.
1885 war er Mitglied des Wahlkomitees der Nationalliberalen für die Wahlen zum Preußischen Abgeordnetenhaus. 1890 erhielt er als Vertreter der Nationalliberalen Partei ein Mandat (bis 1892) im Nassauischen Kommunallandtag für den ausgeschiedenen Abgeordneten Georg Peter Groß. 1892 wurde er für den Unterlahnkreis in den Kommunallandtag gewählt, dem er bis 1910 angehörte. Damit verbunden war die Zugehörigkeit zum Provinziallandtag der Provinz Hessen-Nassau, wo er Mitglied der Wegebau- und der Finanzkommission und von 1896 bis 1910 stellvertretendes Mitglied des Landesausschusses war. Von 1889 bis 1910 gehörte er dem Kreistag in Diez an und war dort von 1903 bis 1910 im Kreisausschuss tätig. Beim Amtsgericht Nassau war Epstein bis 1899 Polizei- und Amtsanwalt und zugleich Mitglied des Feldgerichts.

## Auszeichnungen
- Ehrenmitglied des Nassauer Gewerbevereins